# Kanokpon Buspakom
Kanokpon Buspakom  (thailändisch กนกพล ปุษปาคม, * 20. September 1999 in Bangkok), auch als Boss bekannt, ist ein thailändischer Fußballspieler.

## Karriere

### Verein
Seine Laufbahn startete Buspakom auf dem Bangkok Christian College und zur Saison 2018 schloss er sich dem Erstligisten Police Tero FC an. Dort stieg er zwar in die Zweitklassigkeit ab, doch schon im folgenden Jahr gelang wieder der Aufstieg. Am 4. April 2022 ging er dann außerhalb des offiziellen nationalen Wechselfensters weiter zum Ligarivalen BG Pathum United FC, was ihm zwar eine Sperre bis zum Ende der laufenden Ligaspielzeit einbrachte, er jedoch in der anstehenden Gruppenphase der AFC Champions League eingesetzt werden darf. In der Hinrunde 2022/23 bestritt er drei Ligaspiele für BG. Zur Rückrunde wechselte er im Dezember 2022 auf Leihbasis zum ebenfalls in der ersten Liga spielenden Nakhon Ratchasima FC. Am Ende der Saison 2022/23 musste er mit Korat in die zweite Liga absteigen. Für Korat bestritt er acht Ligaspiele. Nach der Ausleihe kehrte er zu BG zurück. Ende Juni 2023 wurde er an den Erstligaaufsteiger Nakhon Pathom United FC ausgeliehen. Für den Verein aus Nakhon Pathom bestritt er zwei Erstligaspiele. Zu Beginn der Rückrunde kehrte er nach der Ausleihe im Januar 2024 nach Pathum Thani zurück. Am 16. Juni 2024 stand er mit BG im Finale des Thai League Cup. Hier gewann man durch ein Tor von Teerasil Dangda gegen Muangthong United mit 1:0. Zu Beginn der Saison 2024/24 wechselte er im Sommer 2024 wieder auf Leihbasis zum Erstligaaufsteiger Rayong FC. Nach vier Ligaspielen kehrte er im Dezember wieder zu BG zurück. Im Sommer 2025 wechselte er auf Leihbasis nach Chanthaburi zum Zweitligisten Chanthaburi FC.

### Nationalmannschaft
Bei der Hassanal Bolkiah Trophy in Brunei absolvierte Buspakom 2018 drei Partien für die thailändische U-19-Nationalmannschaft.

## Erfolge
BG Pathum United FC
- Thailändischer Ligapokalsieger: 2023/24

## Sonstiges
Kanokpon Buspakom ist der Sohn des ehemaligen Nationalspielers Attaphol Buspakom († 2015). Sein älterer Bruder Wannaphon (* 1989) ist ebenfalls Fußballprofi und steht momentan beim Zweitligisten Raj-Pracha FC unter Vertrag.